# William Albert Hugh Rushton
William Albert Hugh Rushton FRS (8 de dezembro de 1901 — 21 de junho de 1980) foi um fisiologista inglês.
Foi professor de fisiologia no Trinity College (Cambridge).